# Praxagoras de Cos
Pour les articles homonymes, voir Praxagoras.
Ne doit pas être confondu avec Protagoras.
Praxagoras de Cos (en grec ancien Πραξαγόρας ὁ Κῷος) ou Praxagore, est un médecin grec hellénistique de la 2e moitié du IVe siècle av. J.-C..
Il est réputé pour avoir distingué les artères des veines. Il développe la médecine hippocratique pour la combiner avec la philosophie naturelle d'Aristote en transmettant ce savoir médical de Grèce à l'école d'Alexandrie.

## Biographie
Praxagoras n'est connu qu'à partir de ce qu'en disent des auteurs comme Galien, Pline l'Ancien, Celse, Rufus d'Éphèse, Caelius Aurelianus ou des manuscrits comme L'Anonyme de Paris (Anonymus Parisinus).
Né à Cos, d'une famille d'Asclépiades, son floruit se situerait vers 340-300 av. J.-C,.  Lui, ou son grand-père selon les auteurs, aurait été l'élève et le disciple d'Hippocrate. Bien qu'il ne soit pas prouvé qu'il ait étudié au Lycée d'Athènes, il reste influencé par la biologie d'Aristote et sa philosophie naturelle, à l'instar de son contemporain Dioclès de Caryste.
Il enseigne à Cos, centre toujours dominant du monde médical méditerranéen à cette époque. Il devient l'un des fondateurs de l'école médicale dite dogmatique. Oribase signale Xénophon de Cos comme son disciple, Celse y ajoute Pleistonicos.
Sous Ptolémée Ier, Cos et Alexandrie sont en contact étroit. Praxagoras joue un rôle important dans la transmission du savoir médical à l'École médicale d'Alexandrie, en étant l'un des maîtres d'Hérophile.
Dans l'Antiquité, il était considéré comme l'un des plus grands médecins après Hippocrate. Vers 30 av. J.-C., une statue est érigée en son honneur, en étant le sujet d'une épigramme de Crinagoras qui se termine ainsi : « Si les mortels avaient suffisamment de médecins de ta trempe, la barque n'aurait pas à traverser avec sa charge de cadavres » (Anthologie de Planude).

## Doctrine médicale

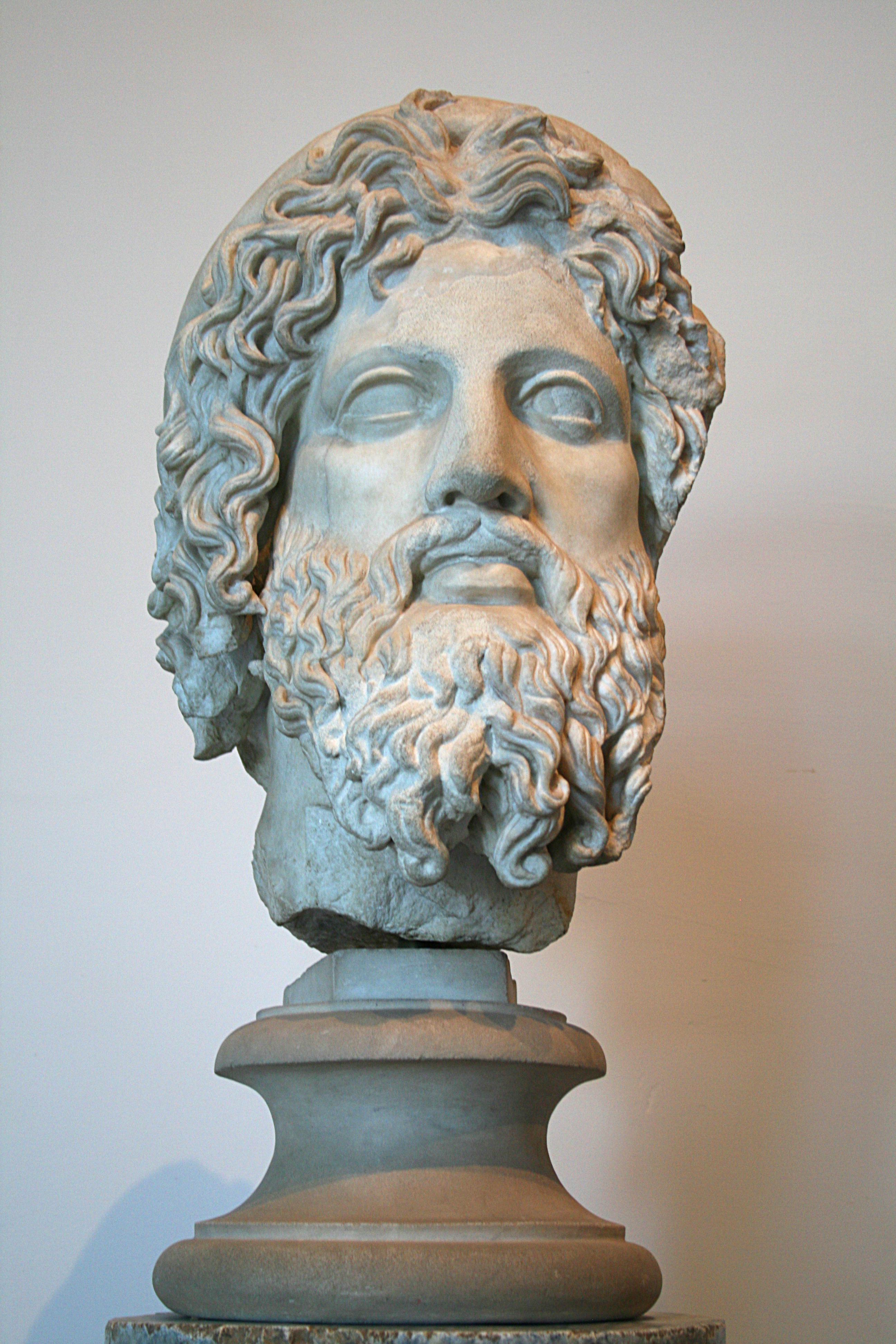
Tête d'Asclépios, copie romaine d'un original grec du

Praxagoras fait partie des premiers médecins identifiés individuellement par leur nom, et qui réagissent à un héritage médical (Hippocrate) et philosophique  (Aristote) en élaborant des idées nouvelles. Il est au départ d'un processus qui s'inscrira dans un milieu géopolitique particulier, celui des monarchies hellénistiques (surtout celle des Ptolémées).

### Ses écrits
Ses écrits sont principalement connus par deux ouvrages de Galien sur les idées de Praxagoras. La tradition et le témoignage de Galien mentionnent plusieurs titres de sa main :
- Une Thérapeutique (4 livres) ;
- Des symptômes (3 livres) ;
- Une Collection sur les maladies & leurs traitements ;
- Des Maladies étrangères.

Le nombre d'ouvrages est incertain, et tous ont été perdus. Cela s'expliquerait par l'influence prépondérante de Galien à partir du IIe siècle. Les livres anciens, antérieurs à Galien, jugés peu importants, ne sont plus préservés à l'exception du Corpus Hippocratique, Galien étant un admirateur d'Hippocrate.
Les textes de Galien sur Praxagoras ont été préservés en arabe au IXe siècle par le traducteur Hunayn ibn Ishaq.
L'interprétation des fragments de Praxagoras dans des auteurs de plusieurs siècles après lui présente plusieurs difficultés : il est malaisé de distinguer ce qui est citation et ce qui est témoignage, la principale source est Galien mais il est  reconnu que Galien avait une approche polémique, et que sa façon de présenter les doctrines d'autrui servait surtout à valoriser les siennes.
D'autre part, les difficultés sont d'ordre philologique : il faut tenir compte du risque d'interprétation anachronique quand le sujet semble familier au lecteur. Le vocabulaire médical grec ancien évolue au cours des siècles : un même mot peut changer de sens selon la période : médecine homérique (archaïque), médecine hippocratique (grèce classique), médecine hellénistique (monde gréco-romain) avec un double risque anachronique : le lecteur moderne lisant Galien, Galien lisant les auteurs anciens.

### École dogmatique
Il ne s'agit pas d'une école homogène, mais d'un courant qualifié ainsi par des commentateurs (tels que Galien) pour désigner des médecins dits aussi « logiques » ou « rationalistes ». Les dogmatiques insistent sur l'importance du raisonnement dans la démarche médicale. Par l'observation, on peut accéder aux causes apparentes accessibles aux sens, mais par raisonnement déductif il est possible de déceler les causes cachées, et par là aboutir à un traitement, découvert par conjoncture et validé par l'expérience,.
Ce courant innove par rapport à la tradition hippocratique d'observation clinique où le fonctionnement du corps reste une « boite noire », où l'on ne connait que ce qui entre (l'air, la nourriture, la boisson) et ce qui sort du corps. Il s'agit d'ajouter à cette clinique un savoir anatomique et des explications physiologiques (non seulement des états de maladies, mais aussi de l'état de santé), processus déjà entamé par l'œuvre d'Aristote.
Les dogmatiques sont divers, car ils ne se situent pas par rapport à une méthode qui leur serait commune, mais par rapport à un père fondateur qui, dans sa pratique, applique à sa façon un aristotélisme.

### Théorie humorale
Praxagoras reprend et développe une théorie des humeurs ou substances liquides du corps. Il en distingue dix (d'après Galien, onze si l'on ajoute le sang) selon  la couleur, le goût (salé, sucré, amer…), la consistance (plus ou moins épaisse) ou leur caractère corrosif,.
Certains humeurs, comme « l'humeur vitrée » (phlegme ou pituite) et la bile noire, sont plus importantes que d'autres. Le déséquilibre des humeurs (excès ou stagnation localisée), leur altération ou « putréfaction », est la source de toutes les maladies. Par exemple, les fièvres avec frisson s'expliquent par un excès de phlegme dans la veine cave, la manie dans la région du cœur ; un excès de bile noire dans la région cardiaque produit la mélancolie ; l'épilepsie représente une « ébullition » ou un « tourbillonnement »  des humeurs,.
Ces humeurs ne sont pas des éléments constitutifs du corps, elles sont produites par le corps à partir de la nourriture et de la boisson. Sa théorie sur la digestion, transmise par son élève Pleistonicos, en fait une coction (cuisson) des aliments dans le corps susceptible d'aboutir à une décomposition ou de putréfaction,. Ainsi l'ileus (occlusion intestinale, anciennement nommée passion iliaque ou colique de miserere) est du, entre autres, à un blocage de phlegme gelé. Plusieurs de ces notions persisteront jusqu'au XIXe siècle.

### Système cardiovasculaire

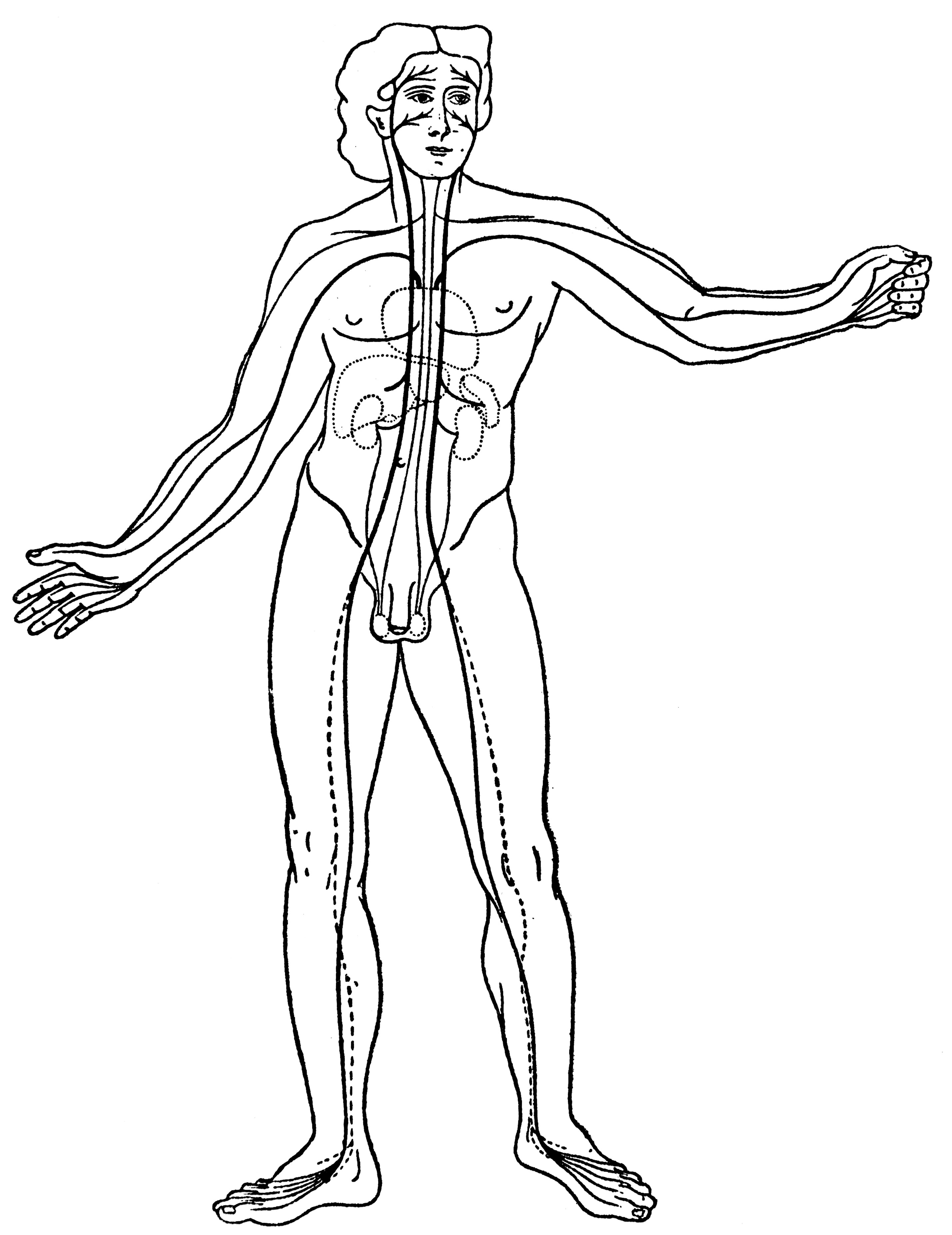
Représentation de la première description systématique d'un système vasculaire en Occident, celle de Diogène d'Apollonie, vers 400 av. J.-C. Les vaisseaux sanguins sont des « phlebs », sans distinction artère/veine.

Influencé par Aristote (De l'âme,De la génération), Praxagoras est partisan d'une conception cardiocentrique du corps : le cœur est le siège de l'âme (de ce qui anime le corps ou principe vital).
Praxagoras est généralement reconnu comme le premier à établir clairement la distinction entre artères et veines, jusqu'alors appelées le plus souvent φλέβς « phlebs » de façon indistincte. Il distingue les artères des veines par la structure (paroi plus épaisse et plus « creuse » des artères), le mouvement (les artères sont animées de pulsations) et leur contenu. Enfin, il attribue aux pouls une origine artérielle pour en faire un moyen précieux de diagnostic.
Cependant, il est à l'origine de l'idée que les artères ne contiennent pas de sang, mais répartissent de l'air ou plus exactement le pneuma (souffle de vie),, ce qui représente selon Harris « une erreur tragique de la médecine grecque », lourde de conséquences car obstacle principal à la découverte de la circulation sanguine,. Le cerveau joue un rôle mineur, ce n'est qu'une simple excroissance, un prolongement crânien de la moelle spinale.
Selon Praxagoras, toutes les artères prennent leur source dans le cœur (le ventricule gauche). L'air inspiré ne va pas du nez au cerveau (conception encéphalocentrique), il passe d'abord dans la trachée pour aller dans poitrine, d'abord aux poumons, puis par l'artère pulmonaire au cœur où il est réchauffé. Là, le cœur le transforme en pneuma conçu par Praxagoras comme une substance vaporeuse et dense. Les artères ne contiennent que du pneuma qui circule dans le corps. Elles se terminent en se rétrécissant : l'artère creuse devient de plus plus étroite pour devenir comme « neura » dans la chair (en grec ancien « corde », puis « ligament », « tendon » et enfin « nerfs »).
Praxagoras ne distinguait pas les nerfs des tendons, il explique le mouvement volontaire comme une communication directe entre le cœur (centre de la pensée) et les muscles, via les artères par l'intermédiaire du pneuma. Sa conception du pneuma est téléologique : le pneuma circule pour animer le corps, et les parois des artères ont la faculté innée de le faire circuler. Ce qui explique qu'elles soient elles-mêmes animées de pulsations à l'état normal, le pouls et les battements cardiaques étant deux phénomènes indépendants. Les textes ne permettent pas de savoir comment Praxagoras utilisait les pouls pour le diagnostic, ce sujet sera traité par son élève Hérophile.
Pour Praxagoras, le phénomène normal et naturel des pouls pouvait devenir pathologique en palpitation, tremblement et spasme,. Trois ou quatre siècles plus tard, Galien le critiquera sévèrement pour avoir dit que tous les nerfs partaient du cœur, et pour n'avoir pas su distinguer des phénomènes nerveux de phénomènes vasculaires.

### Thérapeutique
Conformément à ses théories, Praxagoras utilise la gymnastique, la respiration et le régime alimentaire pour traiter ses malades. Il insiste particulièrement sur l'évacuation des humeurs mauvaises en excès avec recours systématique aux vomitifs, purgatifs, lavements et saignées,.
C'est un médecin audacieux pouvant utiliser l'hellebore blanc contre la démence,. Dans l'iléus (occlusion intestinale), il peut intervenir chirurgicalement sur l'intestin en créant une dérivation ou fistule à la peau. Pour ces audaces, Caelius Aurelianus au Ve siècle, l'accusera de provoquer une « mort artificielle ».

## Postérité et importance
Dans l'antiquité, Praxagoras est réputé comme l'un des plus grands médecins. Un courant médical se référant à Praxagoras aurait persisté trois à quatre siècles, jusqu'au temps de Galien qui lui consacre deux ouvrages. Galien pensait que les médecins devaient connaitre les doctrines des Anciens. Cependant, le galénisme devient hégémonique et Praxagoras perd de son importance jusqu'au XIXe siècle,.
Les premières études centrées sur Praxagoras apparaissent dans la première moitié du XXe siècle. La première faisant référence est celle de Fritz Steckerl publiée en 1958, mais dont les interprétations ont été jugées discutables par des auteurs plus récents comme Orly Lewis (2017).
Praxagoras est ainsi vu, soit comme une figure de transition, complexe et contradictoire, entre Hippocrate et Galien, soit comme ayant un rôle pivot décisif dans la transmission du savoir médical (distinction des artères et des pouls). Si Praxagoras adopte la théorie « thermocardiocentrique » d'Aristote, règle médicale en Occident jusqu'au XVIIe siècle, il introduit des différences : la chaleur du cœur n'est pas innée (Aristote), elle est acquise apparemment par la digestion, la respiration n'est pas destinée à refroidir le cœur, mais à « nourrir le pneuma ». 
Avec Praxagoras la médecine se développe à partir d'un savoir anatomique (passage de l'anatomie animale selon Aristote à l'anatomie humaine) et d'une philosophie de la nature (physiologie des philosophes) appliquée au corps humain, en santé comme en maladie. Les rapports entre structure et fonction sont envisagés selon une approche téléologique. Ces innovations (médecine/philosophie) peuvent être fructueuses, mais elles engendrent aussi une tension durable entre le pôle épistémique (savoirs et connaissances théoriques) et le pôle clinique (pratique et expérience concrète) de la médecine.
La terminologie de Praxagoras subsiste en français courant avec la dénomination de trachée-artère devenue désuète, le terme anatomique exact étant trachée. 